# FreeArc
FreeArc je kompresní počítačový program vytvořený Bulatem Ziganshinem. Zahrnuje LZMA, PPMD, TrueAudio a další kompresní algoritmy pro multimédia (dochází k automatickému přepínání dle typu souboru). Další běžné kompresní algoritmy včetně ZIP, RAR atd. Obsahuje speciální algoritmus pro dosažení vysoké rychlosti komprese. Není příliš rozšířený.